# Sống núi giữa đại dương

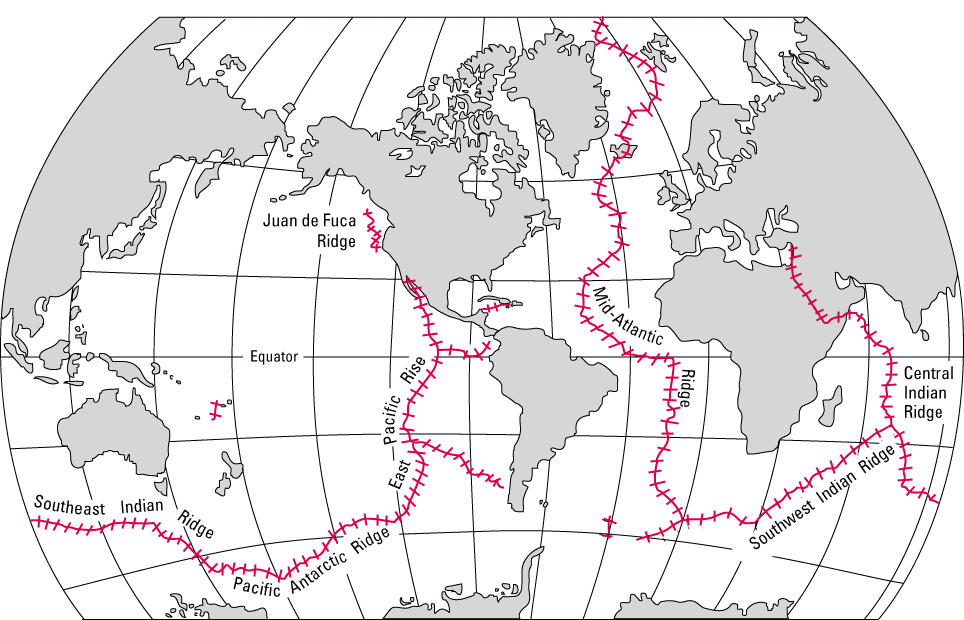
Phân bố các sống núi giữa đại dương trên thế giới; USGS

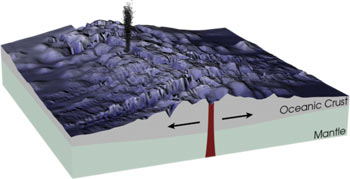
Sống núi đại dương

Vỏ đại dương được hình thành ở sống núi đại dương, trong khi thạch quyển bị hút chìm vào quyển mềm tại các rãnh.

Sống núi giữa đại dương là một dãy núi nằm dưới nước, có một thung lũng đặc biệt gọi là một rift chạy dọc theo xương sống của nó, hình thành bởi hoạt động kiến tạo mảng. Đây là kiểu sống núi đại dương mang đặc điểm của một trung tâm tách giãn đại dương, hay còn gọi là tách giãn đáy đại dương. Đáy biển được nâng lên là kết quả của các dòng đối lưu dâng lên từ manti ở dạng macma ở vùng yếu (mỏng) dạng tuyến trong vỏ đại dương và chảy tràn trên đáy đại dương ở dạng dung nham, tạo ra vỏ mới bởi sự đông đặc. Một sống núi giữa đại dương là một ranh giới giữa hai mảng kiến tạo, và thường được gọi là ranh giới mảng phân kỳ.
Các sống núi giữa đại dương trên thế giới được kết nối với nhau và tạo thành một hệ thống sống núi giữa đại dương toàn cầu riêng lẻ là một phần của mỗi đại dương, làm cho hệ thống này là các dãy núi dài nhất thế giới. Các dãy núi này dài khoảng 65000 km và tổng độ dài của hệ thống này vào khoảng 80000 km .

## Danh sách các sống núi đại dương
- Đới nâng Chile
- Sống núi Cocos
- Đới nâng Đông Thái Bình Dương
- Sống núi Explorer
- Sống núi Gakkel (Sống núi giữa Bắc Băng Dương)
- Sống núi Gorda
- Sống núi Juan de Fuca
- Sống núi giữa Đại Tây Dương
- Sống núi Thái Bình Dương - Nam Cực
- Sống núi Reykjanes
- Sống núi trung tâm Ấn Độ Dương
- Sống núi Đông Nam Ấn Độ Dương
- Sống núi Tây Nam Ấn Độ Dương

## Danh sách các sống núi cổ
- Sống núi Phoenix
- Sống núi Izanagi
- Sống núi Kula-Farallon
- Sống núi Thái Bình Dương-Kula
- Sống núi Thái Bình Dương-Farallon
- Sống núi Bellingshausen
- Sống núi Aegir